# Dietrich Weise
Pour les articles homonymes, voir Weise.
Hans-Dietrich Weise, né le 21 novembre 1934 à Gröben et mort le 20 décembre 2020 à Heilbronn, est un ancien joueur puis entraîneur de football allemand.

## Biographie
Formé à Teuchern entre 1956 et 1957, Weise joue sa carrière professionnelle entre 1957 et 1958 au Fortschritt Weißenfels. Puis il part au SpVgg Neckarsulm de 1958 à 1964.
Il part ensuite rejoindre l'Eintracht Francfort. Il signe ensuite à Viktoria Sindlingen et au Rot-Weiss Francfort avant de partir finir sa carrière au 1. FSV Mayence 05.
Après sa retraite, il part au 1. FC Kaiserslautern pour l'entraîner entre 1969 et 1973.
Puis, il entraîne l'Eintracht Francfort par deux fois, une première fois entre 1973 et 1976, et une seconde fois 10 ans plus tard entre 1983 et 1986. Pendant deux ans, il a également entraîné le Fortuna Düsseldorf entre 1976 et 1978 avant de s'occuper pendant quelque temps des jeunes de la Mannschaft.
Il retourne une dernière fois en 1983 au 1.FC Kaiserslautern qui est sa dernière équipe allemande entraînée.
Entre 1988 et 1989, il part en Égypte pour entraîner un des meilleurs clubs du continent africain, l'Al Ahly SC au Caire. Après ces deux années, il reste dans le pays, mais cette fois pour entraîner l'équipe d'Égypte entre 1990 et 1991. 
En 1994, il est nommé sélectionneur de l'équipe du Liechtenstein où il reste jusqu'en 1996.
Il vit dans la petite commune de Karben.